# Micrurus multifasciatus
Micrurus multifasciatus är en ormart som beskrevs av Jan 1858. Micrurus multifasciatus ingår i släktet korallormar, och familjen giftsnokar. Inga underarter finns listade i Catalogue of Life.
På kroppen förekommer breda svarta band och smalare röda band. Nosen är svart.
Denna orm förekommer i Centralamerika från Nicaragua till centrala Panama. Arten lever i låglandet och i bergstrakter upp till 1600 meter över havet. Den vistas där i regnskogar och i torra skogar. Honor lägger ägg.
Några exemplar dödas av människor som inte vill ha giftiga ormar nära sin bostad. Hela populationen anses vara stabil. IUCN listar arten som livskraftig (LC).